# Ігнацій Бернштейн

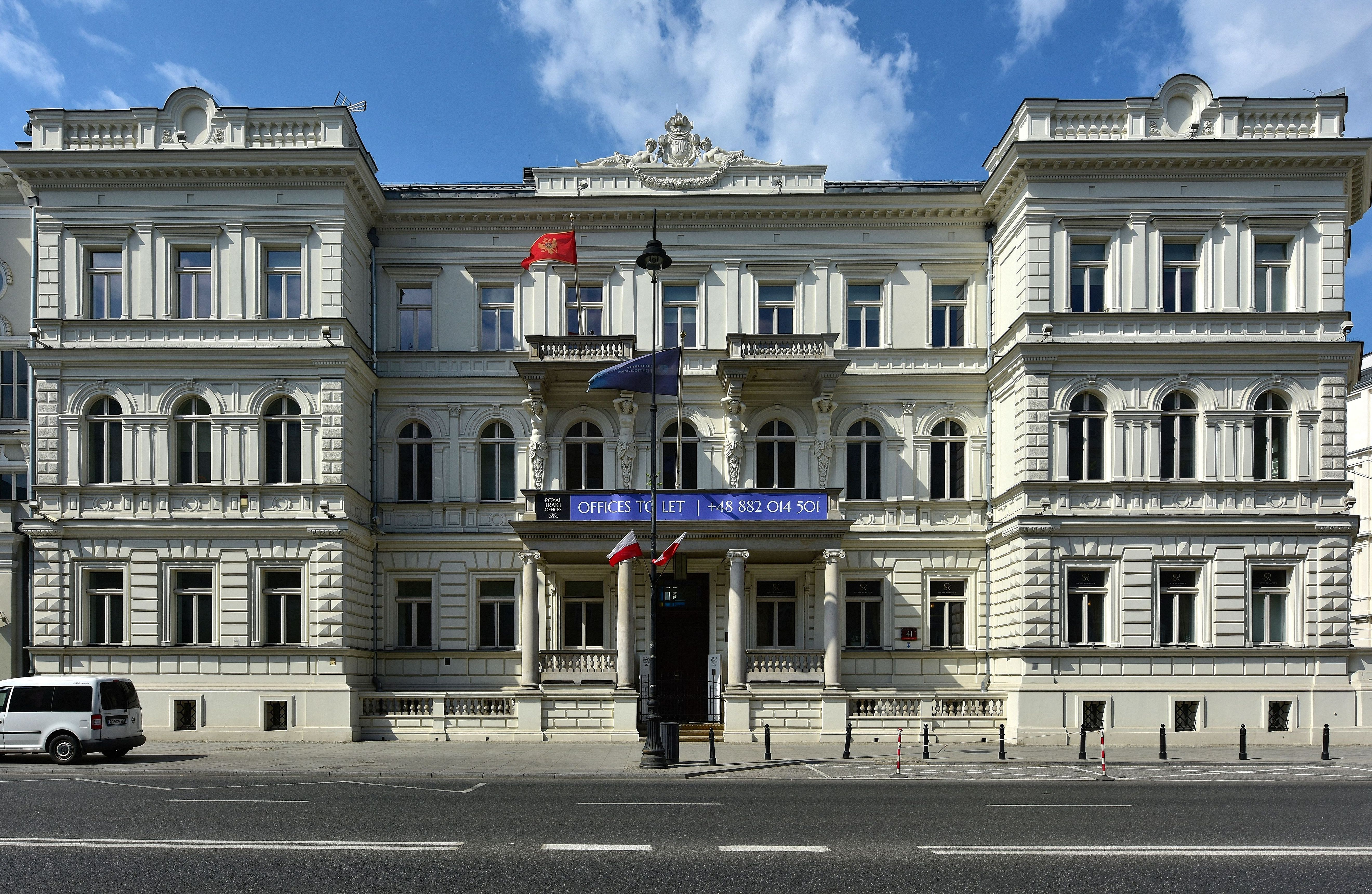
Житловий будинок Ігнація Бернштейна в Аl. Ujazdowskie 41

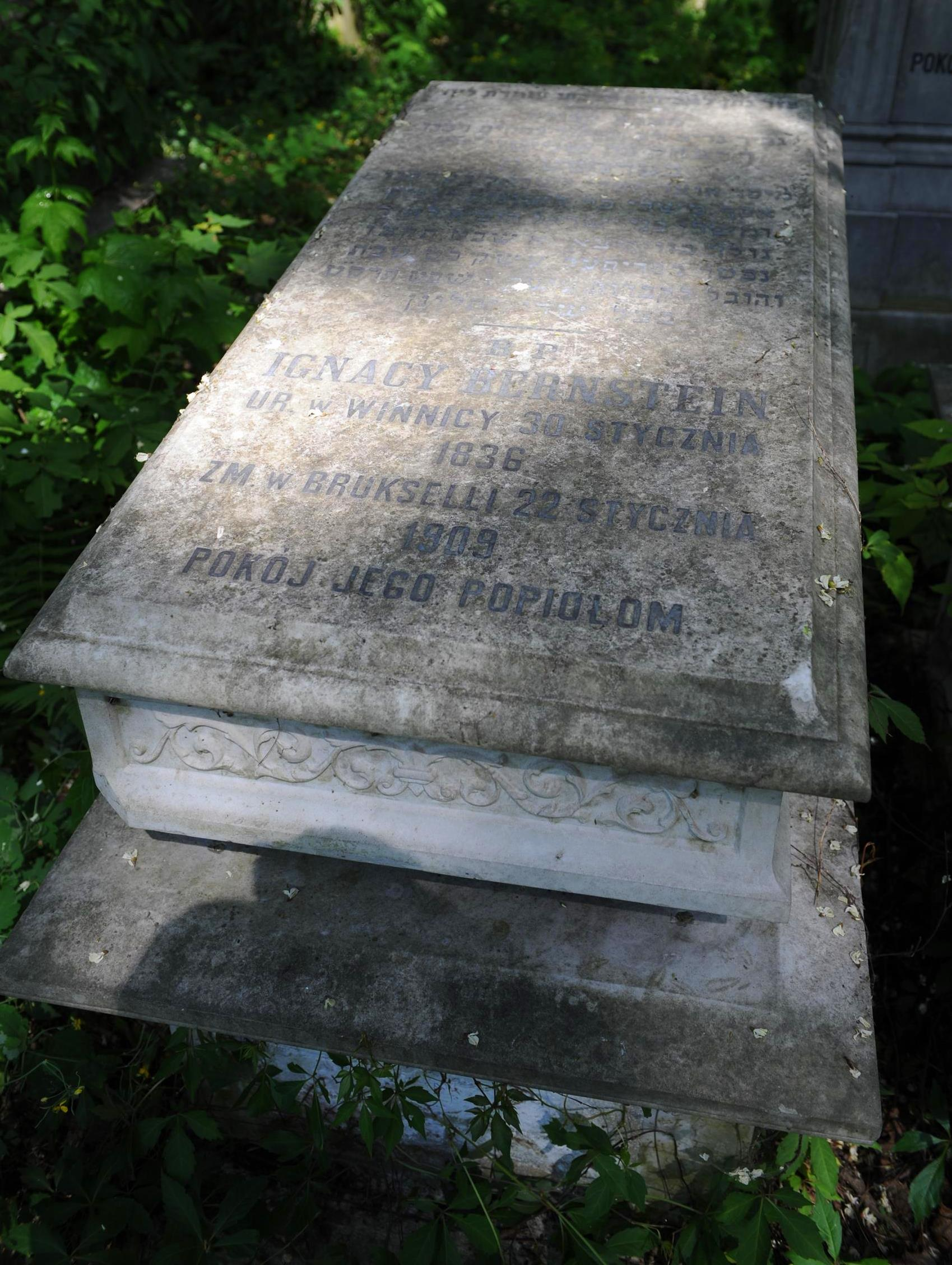
Могила Ігнація Бернштейна на єврейському кладовищі на вулиці Окопова у Варшаві

Ігнацій Бернштейн (народився 30 січня 1836 року у Вінниці, помер 22 січня 1909 року у Брюсселі) — польський бібліотекар та колекціонер прислів'їв єврейського походження, один із співзасновників Головної юдейської бібліотеки, яка діяла у Великій синагозі на вулиці Тломацького у Варшаві.

## Життєпис
Він народився у заможній, релігійній родині цукровиків. Вчився вдома у приватних викладачів. Він був одним із засновників Товариства «Тора Ломдей» (євр. Студенти Тори), які підтримували бідну єврейську молодь у світській та релігійній освіті.
Найбільшим захопленням Бернштейна був єврейський фольклор, особливо споріднені прислів'я, які він збирав протягом усього життя. У 1900 році він надрукував «Каталог справ горезвісного змісту» у двох томах, а в 1908 році опублікував свою найбільшу працю під назвою «Єврейські прислів'я та ідіоми», куди ввійшло 3993 єврейських прислів'їв із транскрипцією латинськими літерами та науковим дослідженням. Він подарував свою приватну бібліотеку, багату колекцію прислів'їв (5800 номерів у 6000 томах) Академії знань у Кракові. Наразі колекція знаходиться у бібліотеці Ягеллона.
Похований на єврейському кладовищі на вулиці Окопова у Варшаві (місце 26, ряд 10).